# Tiếng Giẻ
Tiếng Giẻ (còn được biết là tiếng Die, tiếng Jeh, tiếng Yaeh) là một ngôn ngữ được hơn mười lăm nghìn người sử dụng ở Việt Nam. Ngoài ra còn có vài nghìn người nói ở các tỉnh Xekong và Attapu của Lào.